# Alfredo Quintana Bravo
Alfredo Eduardo Quintana Bravo (* 20. März 1988 in Havanna; † 26. Februar 2021 in Porto, Portugal) war ein aus Kuba stammender Handballtorwart. Ab 2014 besaß er die portugiesische Staatsangehörigkeit.

## Leben
Der 2,01 m große und 97 kg schwere Kubaner spielte in seiner Heimat für Ciudad Havanna und gewann dort drei Meisterschaften. Ab März 2011 lief er für den portugiesischen Klub FC Porto auf, mit dem er 2011, 2012, 2013, 2014, 2015 und 2019 portugiesischer Meister sowie 2019 zusätzlich Pokalsieger wurde. International erreichte er im EHF-Pokal 2011/12 das Achtelfinale, 2014/15 und 2016/17 die Gruppenphase sowie 2012/13 und 2017/18 die dritte Runde, in der EHF Champions League die Gruppenphase 2013/14, 2015/16 und 2019/20. Im EHF-Pokal 2018/19 schied Quintana mit Porto erst im Halbfinale des Final Four gegen die Füchse Berlin aus und wurde anschließend Dritter.
Mit der kubanischen Nationalmannschaft nahm Quintana an der Weltmeisterschaft 2009 teil und belegte den 20. Platz. Bei den Panamerikanischen Spielen 2007 gewann er die Bronzemedaille. 2008 wurde er bei der Panamerikameisterschaft erneut Dritter. Bis Februar 2009 bestritt er mindestens 26 Länderspiele. Später lief er für die portugiesische Nationalmannschaft auf, für die er in 64 Länderspielen zehn Treffer erzielte. Quintana war wichtiger Rückhalt einer aufstrebenden portugiesischen Mannschaft. Bei der Europameisterschaft 2020 gelang mit dem 6. Platz der größte Erfolg bei internationalen Turnieren. 2021 erreichte man bei der Weltmeisterschaft die Hauptrunde und wurde letztlich Zehnter.
Am 22. Februar 2021 erlitt Alfredo Quintana im Training einen Herzinfarkt, an dessen Folgen er am 26. Februar verstarb. Er hinterließ seine Ehefrau und eine gemeinsame Tochter.
Der FC Porto verkündete daraufhin, dass Quintanas Rückennummer „1“ zukünftig nicht mehr vergeben werde.